# Museo casa Manno
Il Museo casa Manno di Alghero è situato nel centro storico della città sarda, nelle adiacenze della cattedrale di Santa Maria. Il museo è dedicato alla figura di Giuseppe Manno, magistrato, politico e storico algherese.
Inaugurato nel 2012, è chiuso a tempo indeterminato.

## L'esposizione
L'esposizione all'interno del museo, che ha sede nella casa natale di Manno, completamente restaurata nel 2012 dopo decenni di abbandono conseguenti al bombardamento del 1943, comprende un considerevole patrimonio espositivo:
- arredi
- quadri
- sculture
- stampe
- libri antichi
- carteggi
- manoscritti e documentazione originale

I materiali raccolti sono di grande rilievo storico e artistico e sono il frutto di un lungo lavoro di ricerca e acquisizione compiuto dalla Fondazione "Giuseppe Siotto", che ha sede a Cagliari e della quale il museo è la sede ad Alghero.
L'esposizione tratta i momenti più significativi della biografia del Manno e, attraverso numerosi supporti multimediali, propone un percorso storico della Sardegna sabauda e degli eventi che portarono all'unificazione politica della penisola italiana.